# Redes Energéticas Nacionais
REN – Redes Energéticas Nacionais SGPS, S.A. (vormals Rede Eléctrica Nacional SA) ist ein portugiesischer Übertragungsnetzbetreiber. Es wurde im August 1994 in Lissabon gegründet. Die Aktien der REN werden im PSI 20 gelistet. Siehe auch SGPS.

## Aufgabe
Die Haupttätigkeit des Unternehmens ist die Sicherstellung der öffentlichen Stromversorgung des Landes. Ziel ist die Gewährleistung, die Stabilität und die Sicherheit der Elektrizitätsversorgung. Aufgaben sind der Betrieb und die Weiterentwicklung der Hochspannungsleitungen auf dem portugiesischen Festland sowie die Verwaltung von Kraftwerksstandorten und das Management von öffentlichen Ausschreibungen für den Bau und den Betrieb neuer Kraftwerke.
Das Unternehmen ist auch an der Lagerung und dem Transport von verflüssigtem Erdgas beteiligt. Es besitzt und betreibt eine Erdgas-Verflüssigungsanlage in Sines.
Am 2. Februar 2012 wurde von der Regierung in Lissabon bekannt gegeben, dass die chinesische State Grid Corporation mit 25 % am Aktienkapital der REN einsteigt. Der Kaufpreis betrug 287,15 Mio. Euro.

## Einzelnachweise

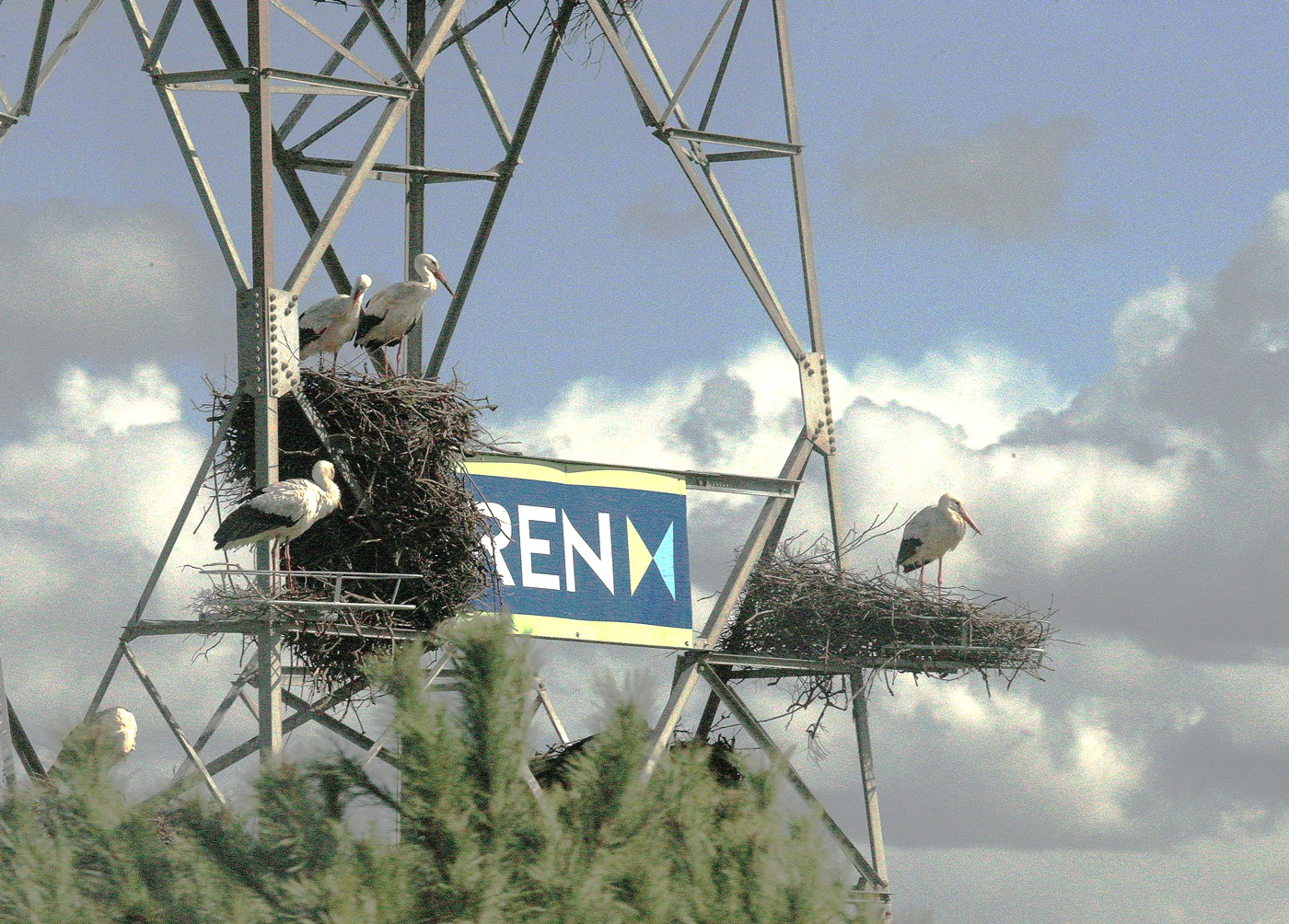
„Wohnungsgeber“ im Alentejo

## Eigentümerstruktur
| Anteil | Anteilseigner              |
| ------ | -------------------------- |
| 25,0 % | State Grid Corporation     |
| 15,0 % | Oman Oil Company           |
| 5,3 %  | Fidelidade                 |
| 5,0 %  | Energias de Portugal (EDP) |
| 5,0 %  | Capital Group Companies    |
| 5,0 %  | Red Eléctrica              |
| 2,7 %  | Gestmin                    |
| 0,7 %  | eigener Anteil             |